# Sarah Kimani
 (août 2025).
Sarah Kimani est une journaliste kenyane basée à Nairobi au Kenya qui est actuellement correspondante pour l'Afrique du Sud-Est de la South African Broadcasting Corporation. En 2005, elle remporte le prix CNN de journaliste africaine de l'année dans la catégorie environnement,.

## Éducation
Après ses études primaires, Sarah intègre le lycée de filles Alliance pour poursuivre ses études secondaires. Sa passion pour la narration s'est développée grâce à l'intérêt de son professeur pour sa lecture des articles et à ses encouragements. Après le lycée, elle poursuivi une carrière de journaliste à l'étranger et remporte le prix CNN du Journaliste africain de l'année (catégorie Éducation) en 2004.

## Carrière
Sarah est revenue au Kenya et travaille chez Nation Media Group. Peu de temps après, elle décroche un emploi à la South African Broadcasting Corporation (SABC) en 2008 et y travaille plus de 12 années.

## Engagement civiques
Sarah concentre son engagement sur les questions de sécurité alimentaire ainsi que sur la protection de l’environnement et de la faune sauvage. Son parcours l’a conduite à travailler au sein de plusieurs médias africains, tout en collaborant également avec des médias internationaux comme Voice of America et CNN. Elle a également été juge et mentor lors des demi-finales en 2019. En mai 2019, Sarah réalise un reportage sur les bénéfices que les agriculteurs kenyans tiraient des services d'assurance. Face à des conditions climatiques imprévisibles, les agriculteurs ont pu éviter des pertes et se prémunir contre des prêts importants. En août 2019, Sarah publie un reportage sur la façon dont des experts médicaux kenyans prévenaient les décès maternels en stockant du lait maternel pour les nouveau-nés. Sarah réalise de nombreux reportages pour la South African Broadcasting Corporation. En tant que correspondante spéciale en Afrique de l'Est basée au Kenya, ses reportages portent sur la sécurité alimentaire au Kenya et dans les États d'Afrique de l'Est.

## Ses travaux sur la COVID-19
Depuis l’annonce du premier cas de coronavirus en Afrique de l’Est, Sarah s’est investie dans la couverture journalistique de la pandémie. Elle a notamment signé des articles tels que Comment les Kenyans trouvent des alternatives pour gagner leur vie, Statistiques sur le coronavirus,  Manifestations kenyanes contre les violences policières pendant la pandémie.

## Distinctions et nominations
- Journaliste africain de l'année 2005 de CNN (catégorie Environnement)[14]

## Voire aussi